# Viking FK
Viking FK (někdy bývá označován jako Viking Stavanger) je norský fotbalový klub ze Stavangeru. Klub byl založen již v roce 1899 a patří k historicky nejúspěšnějším v zemi. Viking osmkrát vyhrál nejvyšší domácí soutěž (naposledy v roce 1991) a šestkrát zvítězil v domácím poháru.
Tým hraje domácí zápasy na stadiónu Viking, který se otevřel v roce 2004. 

## Klubové úspěchy

### Domácí
- Eliteserien[1]

Vítězové (8): 1957/58, 1972, 1973, 1974, 1975, 1979, 1982, 1991
2. místo (2): 1981, 1984
- 1. divisjon (2. nejvyšší soutěž)

Vítězové (3): 1967, 1988, 2018
- Norský fotbalový pohár[1]

Vítězové (6): 1953, 1959, 1979, 1989, 2001, 2019
Finalisté (5): 1933, 1947, 1974, 1984, 2000

### Evropské poháry
Aktualizováno k 28. červenci 2022.
| Soutěž                       | Z  | V  | R  | P  | GV | GO | Roz | % vít. |
| ---------------------------- | -- | -- | -- | -- | -- | -- | --- | ------ |
| Pohár UEFA / Evropská liga   | 51 | 20 | 12 | 19 | 69 | 63 | +6  | 23,5%  |
| Evropský pohár / Liga mistrů | 14 | 1  | 2  | 11 | 11 | 29 | –18 | 7,1%   |
| Pohár vítězů pohárů          | 2  | 0  | 0  | 2  | 0  | 5  | –5  | 0%     |
| Evropská konferenční liga    | 2  | 1  | 1  | 0  | 2  | 1  | +1  | 50%    |
| Celkem                       | 69 | 22 | 15 | 32 | 82 | 98 | –16 | 31,8%  |

## Česká stopa
Za tento klub od prosince 2007 do roku 2010 hrál český fotbalista Martin Fillo.
Ve druhém předkole Evropské konferenční ligy 2022/23 porazil v dvojzápase český tým Sparta Praha po výsledcích 0:0 a domácí výhře 2:1; postupový gól vstřelil po chybě obrany v 90+2. minutě Mai Traoré. 